# Rhabdomantis galatia
Rhabdomantis galatia är en fjärilsart som beskrevs av William Chapman Hewitson 1868. Rhabdomantis galatia ingår i släktet Rhabdomantis och familjen tjockhuvuden. Inga underarter finns listade i Catalogue of Life.